# Audrey Deroin

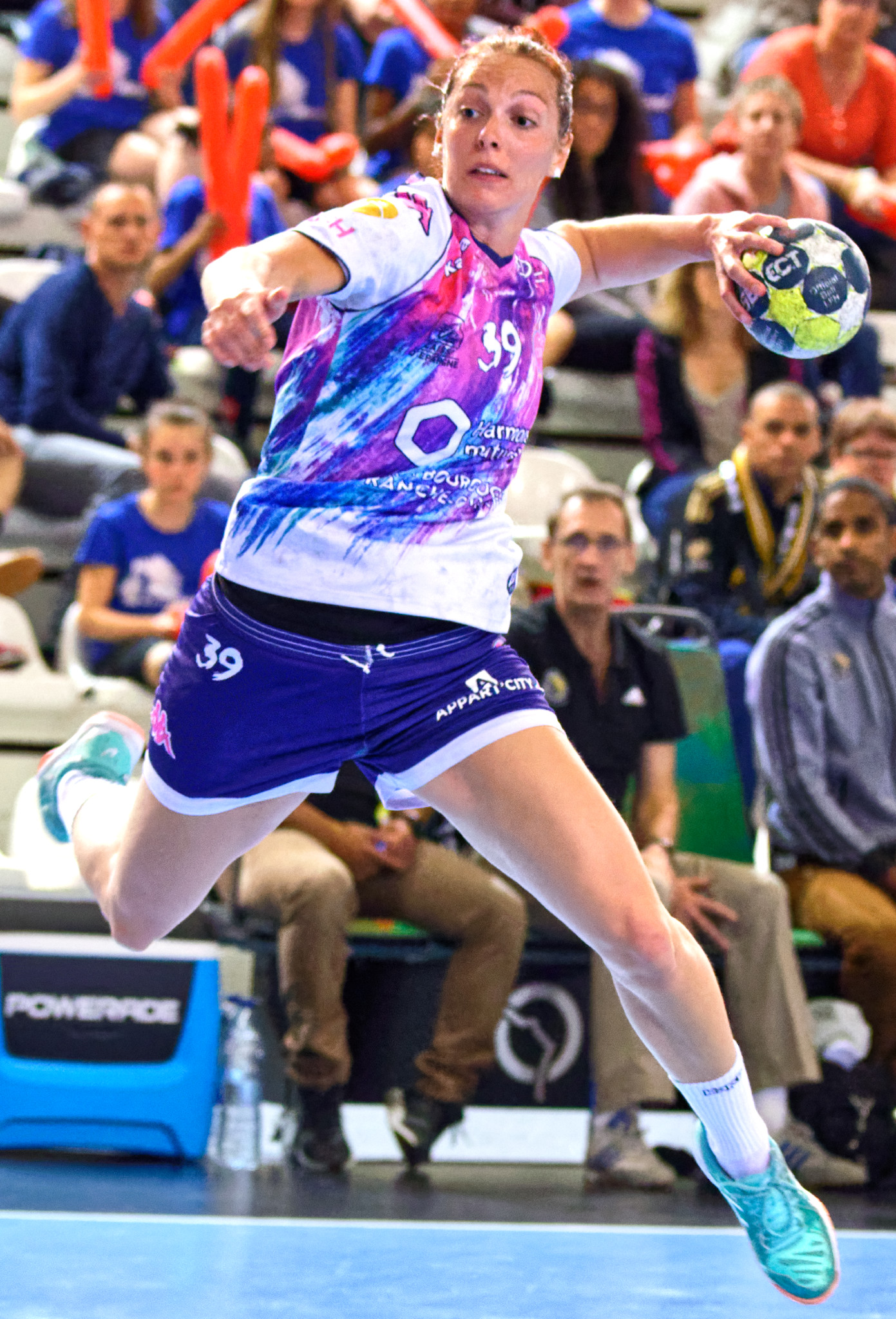
Audrey Deroin sous le maillot de Dijon, le 22 avril 2017.

Audrey Deroin, née le 6 septembre 1989 à Châtenay-Malabry, est une handballeuse française évoluant au poste d'ailière droite. Avec l'équipe de France, elle est notamment deux fois vice-championne du monde en 2009 et 2011.

## Biographie
Audrey Deroin a commencé le handball dans le club de sa ville natale, l'AS Voltaire de Châtenay-Malabry, avant de faire ses premiers pas sur la scène nationale à l'Issy-les-Moulineaux Handball. Après cinq saisons, elle décide de quitter la région parisienne en 2009 et rejoint successivement les clubs de l'Union sportive Mios-Biganos Handball, puis du Toulon Saint-Cyr Var Handball.
Audrey Deroin s'est vu décerner le titre de meilleure ailière droite de LFH (54 buts en 16 matchs joués, soit 3,38 buts/match) à l'occasion de la 1re Nuit du Handball, organisée le 1er juin 2012 à Bobino par la Ligue féminine de handball (LFH). La cérémonie récompensait les meilleurs joueuses et joueurs du Championnat de France première division pour la saison 2011-2012.
En 2014, laissée libre par Toulon Saint-Cyr VHB, elle signe à l'Union Mios-Biganos Bègles, club où elle a déjà évolué pendant une saison. Dans la région bordelaise, elle revient ainsi à sa famille et à ses études dans l’œnologie et retrouvera un entraîneur, Emmanuel Mayonnade, qu’elle apprécie beaucoup. Dès le début de la saison 2014-2015, elle se blesse gravement au genou et déclare forfait pour le reste de la saison . Elle reprend la compétition un an plus tard, en septembre 2015, et se replace vers le poste d'arrière.
Après le dépôt de bilan de l'Union Bègles Bordeaux-Mios Biganos à l'automne 2015, Audrey Deroin signe un contrat de 6 mois avec le club allemand de Thüringer HC, pour sa première expérience à l'étranger. La saison suivante, elle rentre en France au Cercle Dijon Bourgogne.
À l'issue de la saison 2017/2018, elle décide de s'engager pour deux saisons avec le Mérignac Handball, Champion de France D2F 2018, et revient en Gironde.

## Palmarès

### Sélection nationale
Première sélection en équipe de France le 14 octobre 2008 contre la Hongrie, lors de la World Cup.
Jeux olympiques
- 5e place aux Jeux olympiques de 2012 de Londres

championnats du monde
- 6e place du championnat du monde 2013
- finaliste du championnat du monde 2011
- finaliste du championnat du monde 2009

championnats d'Europe
- 5e place du championnat d'Europe 2010
- 14e place du championnat d'Europe 2008

autres
- médaille d'or aux Jeux méditerranéens de 2009 à Pescara,  Italie
- 7e place du championnat du monde junior en 2008[8]
- 5e place du championnat d'Europe junior en 2007[9]
- 4e place au championnat du monde jeunes en 2006[10],[11]
- troisième du championnat d'Europe jeunes en 2005[12]

### En club
- vainqueur de la coupe de France (2) en 2011 et 2012 (avec Toulon Saint-Cyr Var Handball)
- championne de France de D2 en 2019 (avec Mérignac Handball)

## Distinction personnelle
- Élue meilleure ailière droite du Championnat de France (1) : 2012[3]